# Carlo Vizzini
Carlo Vizzini (ur. 28 kwietnia 1947 w Palermo) – włoski polityk i nauczyciel akademicki, parlamentarzysta krajowy, minister w różnych resortach, lider Włoskiej Partii Socjaldemokratycznej (PSDI) w latach 1992–1993.

## Życiorys
Jego ojciec Casimiro Vizzini był politykiem socjaldemokratów i prezesem US Città di Palermo. Carlo Vizzini ukończył studia prawnicze, został nauczycielem akademickim, prowadząc wykłady z zakresu finansów i historii doktryn ekonomicznych.
Zaangażował się w działalność polityczną w ramach Włoskiej Partii Socjaldemokratycznej. W latach 1976–1994 sprawował mandat posła do Izby Deputowanych VII, VIII, IX, X i XI kadencji.  Pełnił różne funkcje rządowe. Był podsekretarzem stanu w resorcie zasobów państwowych (1979–1980) oraz w resorcie budżetu (1983–1984). Od lipca 1984 do kwietnia 1987 jako minister bez teki odpowiadał za sprawy regionalne. Od lipca 1987 do kwietnia 1988 był ministrem kultury. W lipcu 1989 został ministrem marynarki handlowej, w kwietniu 1991 przeszedł na stanowisko ministra poczty i telekomunikacji, które zajmował do czerwca 1992.
W latach 1992–1993 pełnił funkcję sekretarza PSDI. W pierwszej połowie lat 90. jego ugrupowanie również zostało uwikłane w serię afer korupcyjnych (tzw. Tangentopoli). Sam Carlo Vizzini został oskarżony w postępowaniu dotyczącym defraudacji (w ramach tzw. sprawy Enimont), skazano go w pierwszej instancji, jednakże w drugiej postępowanie umorzono z uwagi na przedawnienie.
Dołączył następnie do ugrupowania Forza Italia, z którym później współtworzył Lud Wolności. W 2001 został wybrany w skład Senatu. W wyższej izbie włoskiego parlamentu zasiadał do 2013 w okresie XIV, XV i XVI kadencji. W 2009 ustąpił z komisji antymafijnej w związku ze śledztwem dotyczących jego kontaktów ze środowiskiem mafijnym, zakończonego ostatecznie wycofaniem zarzutów.
W 2011 przeszedł do Włoskiej Partii Socjalistycznej, a w 2016 objął honorową funkcję jej przewodniczącego (pełnił ją do 2019). W 2017 burmistrz Palermo mianował go swoim doradcą do spraw kontaktów z klubem piłkarskim US Città di Palermo.